# Jiří Kruliš
Jiří Kruliš (* 21. června 1946) je český ergonom a psycholog. V 70. letech 20. století, která patřila k významným etapám rozvoje české ergonomie, patřil k jejím průkopníkům.

## Profesní životopis
Jiří Kruliš studoval na Fakultě strojního inženýrství ČVUT v Praze a psychologii na Filozofické fakultě Univerzity Karlovy v Praze.
V letech 1970–1994 pracoval ve Výzkumném ústavu bezpečnosti práce v Praze (VÚBP). Zde s Vladimírem Glivickým spoluzaložil oddělení ergonomie, jehož se stal později vedoucím. Ve VÚBP vedl také centrum pro prevenci průmyslových havárií. V roce 1994 založil soukromou poradenskou agenturu PREP PRAHA.
Tato agentura poskytovala konzultace a školení se zaměřením na zvyšování efektivity řízení podniků a rozvoj manažerských kompetencí, zejména v oblastech řízení a vedení lidských zdrojů a pracovních týmů, management rizik, rozvoj manažerských kompetencí, změnový management apod. Kromě poradenských a vzdělávacích činností se Jiří Kruliš věnoval vývoji nových metodických postupů, využitelných jako nástroje podnikového řízení.
Jiří Kruliš je autorem a spoluautorem několika knih, vysokoškolských učebnic a desítek odborných článků. K hlavním tématům jeho prací patří např.
- Optimalizace pracovních podmínek
- Lidské zdroje, leadership, soft skills, psychologie práce
- Řízení rizik jako priorita podnikového řízení
- Řízení změn, projektový management
- Vedení pracovních týmů
- Time management a priority management
- Postupy hodnocení managementu, lidí, týmů, procesů, činností, podmínek, výsledků, rizik, změn

## Výběr z publikací

### Knihy
- Management jakosti jinak, 1. a 2. díl, Český normalizační institut, 2002
- Jak vítězit nad riziky, Linde, 2011

### Články
- Management rizik musí být prioritou, In: MODERNÍ ŘÍZENÍ, č. 3/2010
- Management rizik a spolehlivost lidského činitele, In: AUTOMA, č. 3/2010
- Nezavírejte oči před riziky, In: PROFIT, č. 8/2010
- Hrozba jako šance, In: EURO, č. 42/2011
- Interní audit a rizikologické myšlení, In: INTERNÍ AUDITOR, č. 3 a 4/2012
- Proč podniky s riziky prohrávají, In: MODERNÍ ŘÍZENÍ, č. 7/2013
- Proč musí být management rizik v každém podniku prioritou, In: MEDIAPLANET, březen, 2014
- Efektivní vedení týmů, In: PROFI HR, září, 2015